# Anca Radici
Anca Radici (n. 5 mai 1977, Sibiu, România – d. 9 februarie 2023) a fost o actriță română care locuia în Paris, Franța.

## Carieră
După o carieră în modeling, datorită fizicului ei plăcut (1.79 m, ochi verzi și păr blond), și-a început cariera de actriță în 2006 cu filmul Le Porte-bonheur. În 2011 a jucat rolul lui Hilguegue în  Halal police d'État de Rachid Dhibou⁠(d), lucru care i-a adus o experiență semnificativă în această profesie. Anterior a jucat în alte două filme (Taken de Pierre Morel, având premiera în 2008, și Hitman de Xavier Gens⁠(d), având premiera în 2007) produse de Europa Corp, coproducător al filmului Halal police d'État. A continuat cu serialul Engrenages, produs de Canal+, urmat de alte filme și filme de televiziune.
Agenția de care aparținea era compania Elisabeth Simpson, care, între timp, a devenit agenția IKLSV. 

## Filmografie
- 2007: Hitman de Xavier Gens⁠(d): fata cea tristă
- 2008: Taken de Pierre Morel: Ingrid
- 2011:  Halal police d'État de Rachid Dhibou⁠(d): Hilguegue

## Apariții TV
- 2006:  Le Porte-bonheur, serial francez regizat de Laurent Dussaux⁠(d): Cindy
- 2008: Diane, femme flic - Sezonul 6 - Sans haine ni violence: Natalia
- 2009: Engrenages - Sezonul 3: Mila
- 2010: Belleville Story de Arnaud Malherbe
- 2011: Zak
- 2014: Alex Hugo, la mort et la belle vie
- 2014: Une famille formidable: dr. Dominique Tesadov